# گلیدزویل (ویرجینیا)
گلیدزویل (به انگلیسی: Gleedsville) یک منطقهٔ مسکونی در ایالات متحده آمریکا است که در شهرستان لادن، ویرجینیا واقع شده‌است.